# Das Rheingold

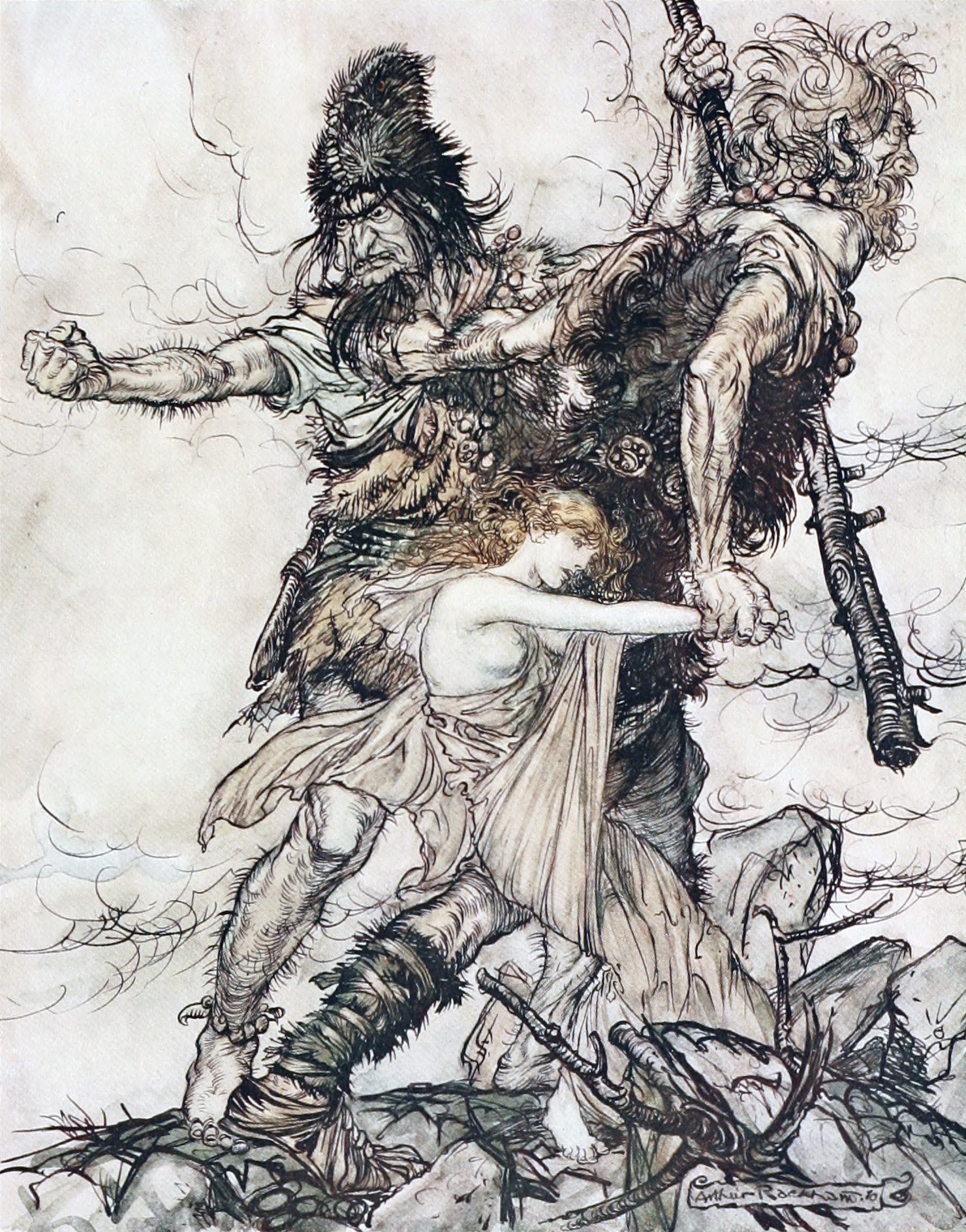
Freia en de reuzen van Arthur Rackham (1867-1939)

Das Rheingold is een opera (in één bedrijf (of vier scènes)) van Richard Wagner; het is de vooravond van Wagners tetralogie Der Ring des Nibelungen die verder bestaat uit drie dagen (Die Walküre, Siegfried en Götterdämmerung).
De première van Das Rheingold vond plaats op 22 september 1869 in het Koninklijke Hof- und Nationaltheater München onder leiding van Franz Wüllner.
In zijn tetralogie verbindt Wagner oude Noordse en Germaanse sagen (zoals de Edda, de Hortsage en het Sigurd-lied) met het Duits-middeleeuwse Nibelungenlied.
De op deze mythen en sagen gebaseerde handeling is interessant, maar meer nog en hiermee verweven de weergave in libretto en muziek van menselijke gevoelens en ambities als hebzucht, macht, vertwijfeling, angst, maar ook trouw, liefde en verlossing.
Niet alleen de personages kregen Leitmotiven mee, maar juist ook hun handelen en gevoelens zijn met Leitmotiven in het muzikale palet verweven.

## Synopsis
Das Rheingold begint met een lang aangehouden bastoon die als het ware het ontstaan van de wereld verbeeldt. Geleidelijk zwelt de muziek aan en wordt de vloed van de Rijn steeds hoorbaarder. Dit is het Aarde- of Rijnmotief (in Es groot).

### Eerste scène
Op de bodem van de Rijn bewaken de drie Rijndochters het Rijngoud, hun door Vader Rijn toevertrouwd. Zo worden ze gevonden door de dwerg Alberich, die tevergeefs de liefde van de meisjes tracht te winnen. Dan valt zijn oog op het goud en in hun overmoed verklappen de meisjes het geheim van het goud: degene die de liefde afzweert, vermag uit het goud een ring te smeden en verwerft daarmee heerschappij over de wereld. Alberich zweert daarop de liefde af, steelt het goud en verdwijnt.

### Tweede scène
De handeling verplaatst zich naar een berglandschap (Freie Gegend auf Bergeshöhen). Wotan, de oppergod, prijst de burcht Walhalla, die de reuzen Fasolt en Fafner voor de goden bouwden. Zijn gemalin Fricka is echter bevreesd om haar zuster Freia, die de reuzen als onderpand voor hun loon meenamen. De reuzen komen met Freia ten tonele en vorderen hun loon. Freia's broers Froh en Donner trachten Freia te bevrijden, maar Wotan houdt hen tegen. Hij vertrouwt op Loge, de vuurgod; die zal wel raad weten.
Loge verklaart dat de reuzen terecht hun loon eisen voor de bouw van zulk een prachtige burcht. Hij trachtte ook iets gelijkwaardigs voor Freia te vinden. Maar, waar vindt men zo iets? Eén maalt kennelijk minder om vrouwelijk schoon en minne. De dwerg Alberich zwoer de liefde af en stal het rijngoud! Loge's verhaal over de ring wekt de afgunst van allen. De reuzen gebieden Wotan dat hij hen het goud moet bezorgen. Zo niet, dan is Freia voor hen. Zij voeren Freia weg.
Doordat de goden nog niet van Freia's appels genoten, verouderen zij plotsklaps ("Den sel’gen Göttern wie geht’s?").

### Derde scène
Wotan besluit op zijn beurt het goud te roven en met Loge daalt hij af naar het rijk van Alberich. Die oefent daar een waar schrikbewind uit over zijn broer Mime en de andere dwergen (de Nibelungen). Door listig bedrog slagen de goden erin Alberich van het goud te beroven en hem ook de inmiddels gesmede ring af te nemen. Alberich vervloekt daarop de ring (“Verflucht sei dieser Ring!”) (vloekmotief) en gaat heen.

### Vierde scène
De andere goden komen weer op en ook de reuzen met Freia. Het valt Fasolt zwaar Freia te moeten missen. Hij stemt echter met de ruil voor het goud in mits het goud haar gestalte volledig bedekt. Aldus geschiedt (“So stellt das Maß nach Freias Gestalt!”). Om de laatste gaten in het opgestapelde goud te dichten eisen de reuzen de Tarnhelm en ook de ring aan Wotans vinger op.
Wotan weigert echter de ring af te staan. Dan verschijnt de aardgodin-oermoeder Erda. Zij waarschuwt Wotan voor de vloek die op de ring rust en verkondigt het einde van de goden (“Ein düsterer Tag dämmert die Götter”). Geschrokken staat de oppergod de ring aan de reuzen af. Meteen wordt de vloek zichtbaar: de reuzen krijgen ruzie bij het verdelen van de schatten. Fafner slaat zijn broeder Fasolt dood en gaat heen met de buit.
Dan is het tijd voor meer opgewekte beelden: Einzug der Götter in Walhall.
Donner drijft met één klap van zijn hamer de wolken uiteen. Hierdoor wordt het Walhalla zichtbaar in wiens prachtige aanblik de goden een moment verzonken blijven staan. Vervolgens schrijden zij over een regenboog de burcht binnen.
Maar een happy end is het niet. Beneden vanuit de Rijn bewenen de Rijndochters het goud dat de Rijn toebehoort ("Falsch und feig ist's was dort oben sich freut").